# Fairphone
Fairphone is een Nederlandse onderneming die het doel heeft om een zo eerlijk mogelijk smartphone te produceren. Hierbij focust het bedrijf op het minimaliseren van de klimaatimpact van de productie van een telefoon en door eerlijk en ethisch aan grondstoffen te komen. De smartphones van het bedrijf worden geleverd met besturingssysteem Android, maar via samenwerkingen zoals met de /e/ Foundation kan de telefoon ook voorzien worden van alternatieve op Android gebaseerde besturingssystemen.

## Fairphone 1
De eerste telefoon werd ontwikkeld in samenwerking met de Waag als crowdsourcing-project. Gepoogd werd een duurzaam toestel te ontwikkelen met een doordachte stilering, het gebruik van eerlijk verworven mineralen (zoals tantaliet uit het erts coltan), acceptabele arbeidsvoorwaarden voor assemblagemedewerkers en de mogelijkheid voor recycling en hergebruik. De onderneming zou de productie van Fairphone 1 starten als er vijfduizend voorverkocht werden via crowdfunding, een aantal dat op 5 juni 2013 werd bereikt. Het productieproces werd een paar maanden vertraagd tot begin 2014. De eerste telefoon kostte in Nederland 325 euro voor de consument, waarvan 185 euro voor de productie bestemd was. KPN kocht 1000 exemplaren die in 2014 met een abonnement op de Nederlandse markt werden aangeboden. Duitsland was een grote afnemer, maar vanuit dat land kwam ook kritiek op het project.

## Fairphone 2
Toen de eerste editie met 25.000 telefoons was uitverkocht, maakten oprichter Bas van Abel en zijn team plannen voor het produceren van een tweede Fairphone-toestel. Deze Fairphone 2 was in 2016 verkrijgbaar. Dit model werd als nog iets 'eerlijker dan zijn voorganger' beschouwd doordat de opbouw van het toestel deels modulair van opzet was. Zo waren onder meer de camera, de batterij en het scherm separaat vervangbaar.

## Fairphone 3
In Berlijn werd op 27 augustus 2019 de Fairphone 3 aangekondigd. Dit toestel kostte bij introductiedatum € 450, honderd euro minder dan de Fairphone 2. Bij aankoop van deze smartphone zijn geen compatibele USB-C kabel, oplader en oortelefoon inbegrepen omdat Fairphone ervan uitgaat dat die ruim te vinden zijn, maar ze zijn online te koop als accessoire. Bij aankoop van een Fairphone 3 wordt wel een schroevendraaiertje meegeleverd om zelf de Fairphone te kunnen demonteren en herstellen. De garantie loopt 2 jaar en er is 5 jaar softwareondersteuning.

### /e/ Foundation
Sinds 30 mei 2020 werkt Fairphone samen met de /e/ Foundation, waarmee de telefoon op /e/OS kan draaien. Dit besturingssysteem is gebaseerd op het opensourcesysteem Android, maar zonder de Google-diensten. Met dit systeem wordt beoogd een open source Android-besturingssysteem als keuzemogelijkheid voor mensen die privacy belangrijk vinden. Alle apps die op Android draaien kunnen hier ook op geïnstalleerd worden via een alternatieve appstore. Andere functies, zoals inloggen met Google, werken minder goed of niet.

## Fairphone 3+
Sinds 27 augustus 2020 werd de Fairphone 3+ gelanceerd, draaiend op Android 10, met twee nauwkeurigere camera's en een steviger beeldscherm. Bij de Fairphone 3+ is het plastic voor 40% gerecycleerd.

## Fairphone 4
In november 2021 kwam de Fairphone 4 op de markt. Het is een krachtiger telefoon die op Android 11 draait en klaar is voor het 5G-netwerk. Het toestel heeft dubbele camera's. Het goud in het toestel heeft het Fairtrade label, ook het gebruikte kobalt zou uit conflictvrije mijnen afkomstig zijn. Het bedrijf belooft een garantieperiode van 5 jaar en langdurige ondersteuning voor software-updating en reserve-onderdelen. De twee beschikbare versies van de Fairphone 4 5G kostten € 579 en € 649, accessoires kwamen apart leverbaar.

### /e/ Foundation
Net zoals met de Fairphone 3, is Fairphone een samenwerking aangegaan met  de /e/ Foundation voor de Fairphone 4. Vanaf 19 januari 2022 wordt de telefoon aangeboden op de website van /e/ met het op privacy-gerichte besturingssysteem /e/OS voorgeïnstalleerd. Hiervoor werd bij de lancering een meerprijs van 56 euro gevraagd tegenover de prijzen die Fairphone zelf hanteert voor zijn toestellen.

## Fairphone 5
Op 30 augustus 2023 werd de Fairphone 5 aangekondigd via een blogpost op de eigen website en het kwam op 14 september in Nederland en België voor € 699 op de markt. Het bedrijf deed hierbij de belofte dat het toestel acht jaar lang van software-updating zou worden voorzien. Qua repareerbaarheid scoorde de Fairphone 5, net als alle vorige modellen vanaf de Fairphone 2, een 10 op een maximum van 10 bij het toonaangevende iFixit.

## De Fairphone (Gen. 6)
De Fairphone (Gen. 6), ook bekend als Fairphone 6, werd uitgebracht op 25 juni 2025. Dezelfde dag kwam de telefoon in de verkoop in Nederland en België voor €599, honderd euro minder dan de Fairphone 5 bij lancering. Volgens het bedrijf is het de eerlijkste Fairphone ooit, met een lagere CO2-voetafdruk en meer gerecyclede of eerlijk gewonnen materialen dan voorgangers. Bij de evaluatie van iFixit kreeg de Fairphone (Gen. 6) een perfecte score van 10/10 op het gebied van repareerbaarheid. Naast reparatie, kan de achterkant van de telefoon ook losgeschroefd worden om accessoires zoals een vingerlus, pashouder of telefoonkoord te installeren.

### Technische specificaties
De telefoon beschikt over de Snapdragon 7s gen 3 chipset en Fairphone biedt software-ondersteuning tot 2033, 8 jaar na lancering. Het scherm is een 6.31 inch LTPO OLED paneel met een variabele vernieuwingssnelheid tot 120 Hz. De telefoon wordt geleverd met 8 GB werkgeheugen en 256 GB opslagruimte die uit te breiden is tot 2 TB met een micro-sd kaart.

## Productie
Voor de fabricage contracteerde Fairphone een fabriek in China, die openheid beloofde in het productieproces. Nadat er uit een onafhankelijk rapport toch sprake bleek van onder meer kinderarbeid en problemen met brandveiligheid, werden afspraken met de fabriek gemaakt voor diverse verbeteringen. Fairphone richtte hierbij een arbeidersfonds op, omdat een niet-communistische vakbond in China niet toegelaten is.

## Prijzen
Op 12 oktober 2016 werd bekendgemaakt dat Fairphone-stichter Bas van Abel een van de winnaars was van de jaarlijkse prestigieuze Deutscher Umweltpreis als "pionier voor een efficiënter grondstoffenbeleid in de smartphone-industrie". Andere prestigieuze onderscheidingen die Fairphone heeft gekregen zijn: De Global Mobile Awards (GLOMO) in 2022 voor de Fairphone 4 en in 2024 voor de Fairphone 5. Bovendien won het bedrijf in 2024 ook de Koning Willem I-prijs.

## Duurzaamheidscertificering
Qua bedrijfsvoering onderscheidt Fairphone zich door zijn aanpak, hetgeen zich heeft vertaald in vier opeenvolgende jaren de EcoVadis Platinum-rating (2021-2024), waarmee het zich in de top 1% van de 150.000 wereldwijd geaudite bedrijven bevindt. Ook is Fairphone sinds april 2015 B-Corp gecertificeerd met daarin een van de hoogste rankingscores.